# Brillion
Brillion is een plaats (city) in de Amerikaanse staat Wisconsin, en valt bestuurlijk gezien onder Calumet County.

## Demografie
Bij de volkstelling in 2000 werd het aantal inwoners vastgesteld op 2937.
In 2006 is het aantal inwoners door het United States Census Bureau geschat op 2867, een daling van 70 (-2,4%).

## Geografie
Volgens het United States Census Bureau beslaat de plaats een oppervlakte van
6,7 km², waarvan 6,7 km² land en 0,0 km² water. Brillion ligt op ongeveer 253 m boven zeeniveau.

## Plaatsen in de nabije omgeving
De onderstaande figuur toont nabijgelegen plaatsen in een straal van 20 km rond Brillion.